# Horní Lhota (Blansko)

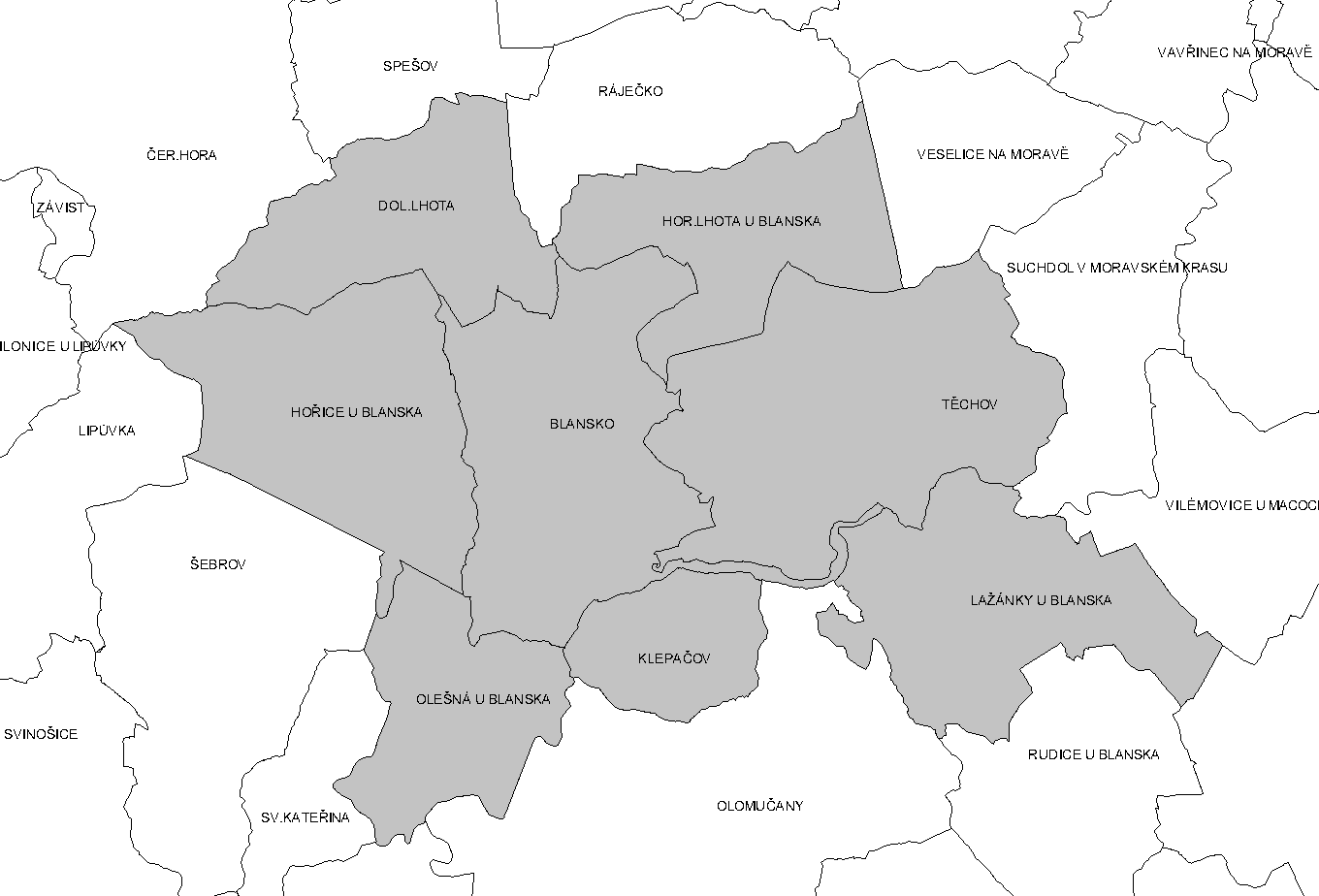
Katastrální členění Blanska

Horní Lhota je vesnice, část města Blansko v Jihomoravském kraji. Žije zde 435 obyvatel.
Je vzdálená 3 kilometry severně od města Blansko. Horní Lhota se rozděluje místními názvy na tři části: Na Březinkách, Nová ulice a Famélie. Nachází se zde obchod se spotřebním zbožím, u autobusové zastávky je kiosek a ve vsi je také hospůdka U Kaštánka, kde se tradičně konají různé společenské akce a zábavy pro místní. Na zábavách se scházejí i mladí z celého okolí. Obcí prochází turistická cesta do Moravského Krasu. V obci je autobusová zastávka, vlaková zastávka je v obci Dolní Lhota a je vzdálena od obce cca 20 minut chůze.

## Geografie
Vesnice leží na levém břehu řeky Svitavy, severně od Blanska. Leží na vyvýšeném údolí na výběžcích Drahanské vrchoviny, na brněnském masivu. Obcí protéká pouze malý potůček který napájí zdejší koupaliště a dál protéká až do řeky Svitavy. Obec je z východní strany obklopena kopci a hlubokými lesy.

## Historie
Nejstarší doklad k Horní Lhotě v okrese Blansko je až z roku 1554, ves byla původně pojmenována jako Lhota Krylowa. Pozemkové knihy Horní Lhoty jsou vedeny až od roku 1773, tedy od konce doby tereziánské. Až do 19. století šlo o velmi malou osadu, neboť počátkem 17. století bylo uváděno jen 7 domů, až po roce 1834 byla vesnice podstatně rozšířena o část s názvem Famélie, poté bylo ve vesnici již 34 domů.
Až do 19. století byla vesnice na jakékoliv zajímavější události chudá, o vesnici se dokonce nevedly žádné záznamy v celozemských a historicko-místopisných kompendiích. V druhé polovině 19. století byly v obci čtyři požáry, které velice těžce zasáhly obec. Těžkým a smutným rokem byl pro obyvatele rok 1855, kdy zemřelo asi 34 občanů a vypukla nákaza cholery, která zabila 11 lidí. První světová válka také hluboce zasáhla do života občanů Horní Lhoty, většina mužů odtud narukovala do války a někteří šli pracovat do továren pro válečnou výrobu. Ve zdejší obci si první světová válka vyžádala 7 obětí. I když tudy neprocházela fronta, obec to těžce zasáhlo, zejména v nedostatku potravin, převážně mouky.
Během druhé světové války byla Horní Lhota jednou z mála vesnic ve kterých se neubytovalo německé vojsko. Nejhorší důsledky války na ves dolehly až v posledních 4 týdnech války. Kolem Horní Lhoty byly vybudovány zákopy pro případné boje, ale nikdy k bojům skutečně nedošlo. Po druhé světové válce vyvíjela největší činnost strana komunistická, která byla počtem nejsilnější a obnoven byl též ochotnický kroužek "Osvěta". Vytvořila se též početná odbočka Československého svazu mládeže.
Horní Lhota byla původně přiškolena do Blanska a až v roce 1909 byla postavena v obci škola a začalo se v ní vyučovat. Už roku 1872 si zdejší občané založili potravní spolek, který byl nazván "Občanský potravní spolek", jehož trvání bylo až do roku 1890. V roce 1909 byla založena knihovna. V roce 1919 byly na návsi zasazeny lípy svobody a u nich v roce 1930 byl postaven pomník padlých na památku občanů padlých v první světové válce. Ve stejném roce proběhla elektrifikace obce pod záštitou Salmových elektráren. V roce 1938 byl v obci založen sbor dobrovolných hasičů. V roce 1945 byla zahájena výstavba vodovodu na část Famélie a Strážné, kde byl velký nedostatek vody. V roce 1950 bylo přikročeno k založení jednotného zemědělského družstva s celkovou plochou půdy 50 ha, byl vybudován kravín a drůbežárna.V roce 1956 byla v obci založena Myslivecká společnost, jejíž členové vybudovali mysliveckou chatu. V roce 1957 byla postavena prodejna Jednoty a v obci byl zřízen též obecní rozhlas. V letech 1965-67 bylo vybudováno v obci koupaliště a sportovní areál pod záštitou tělovýchovné organizace Sokol. V současnosti je v obci stále autobusová doprava, která je tu již od roku 1949.

## Pamětihodnosti
- Kaplička
- Pomník padlých

## Společenské organizace
- Hudební dětská skupina Kaštánci, nyní Rockfór
- Mateřské a rodinné centrum HM, z.s.
- TJ Sokol

## Fotogalerie

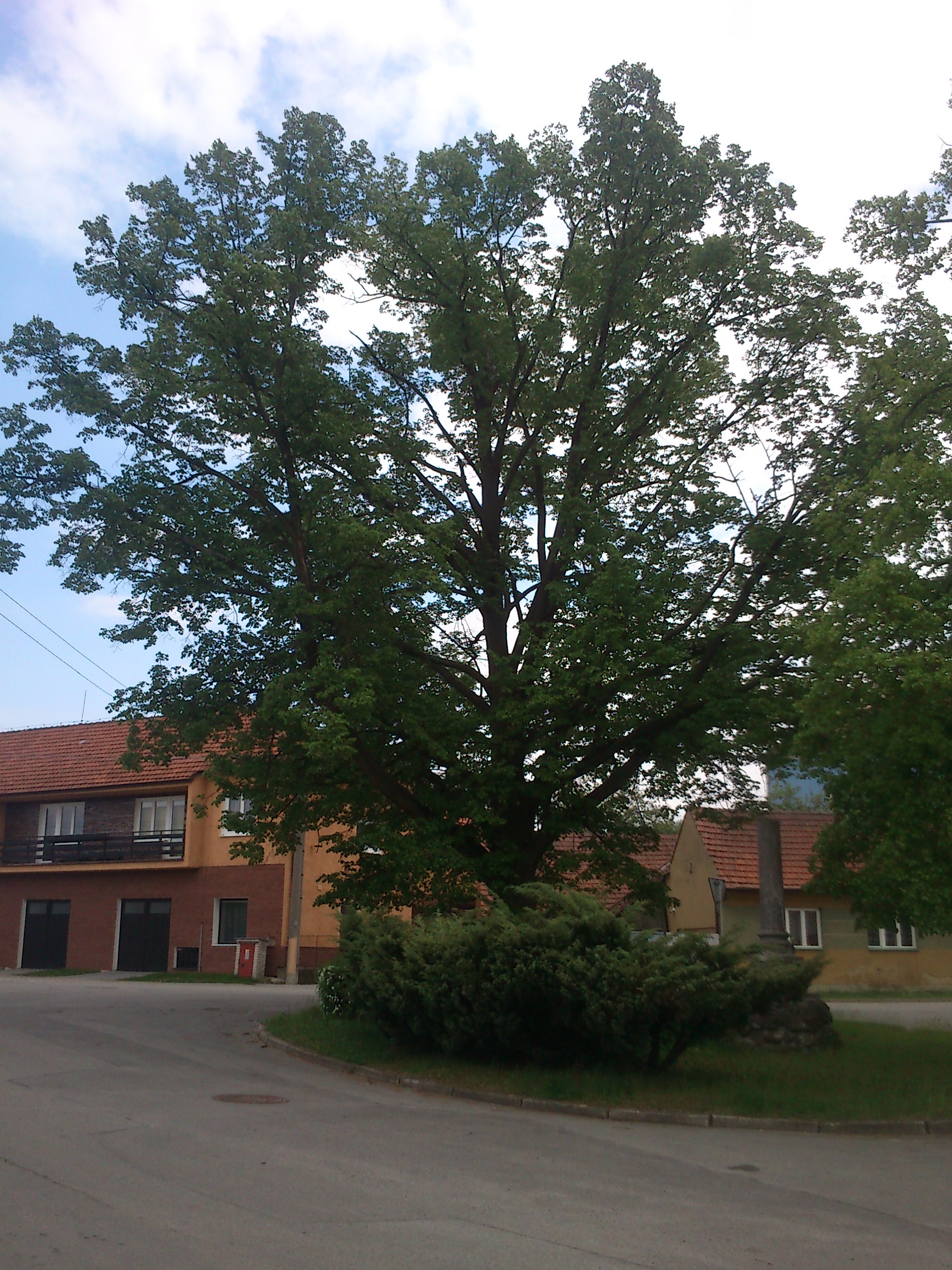
Pomník padlých na návsi
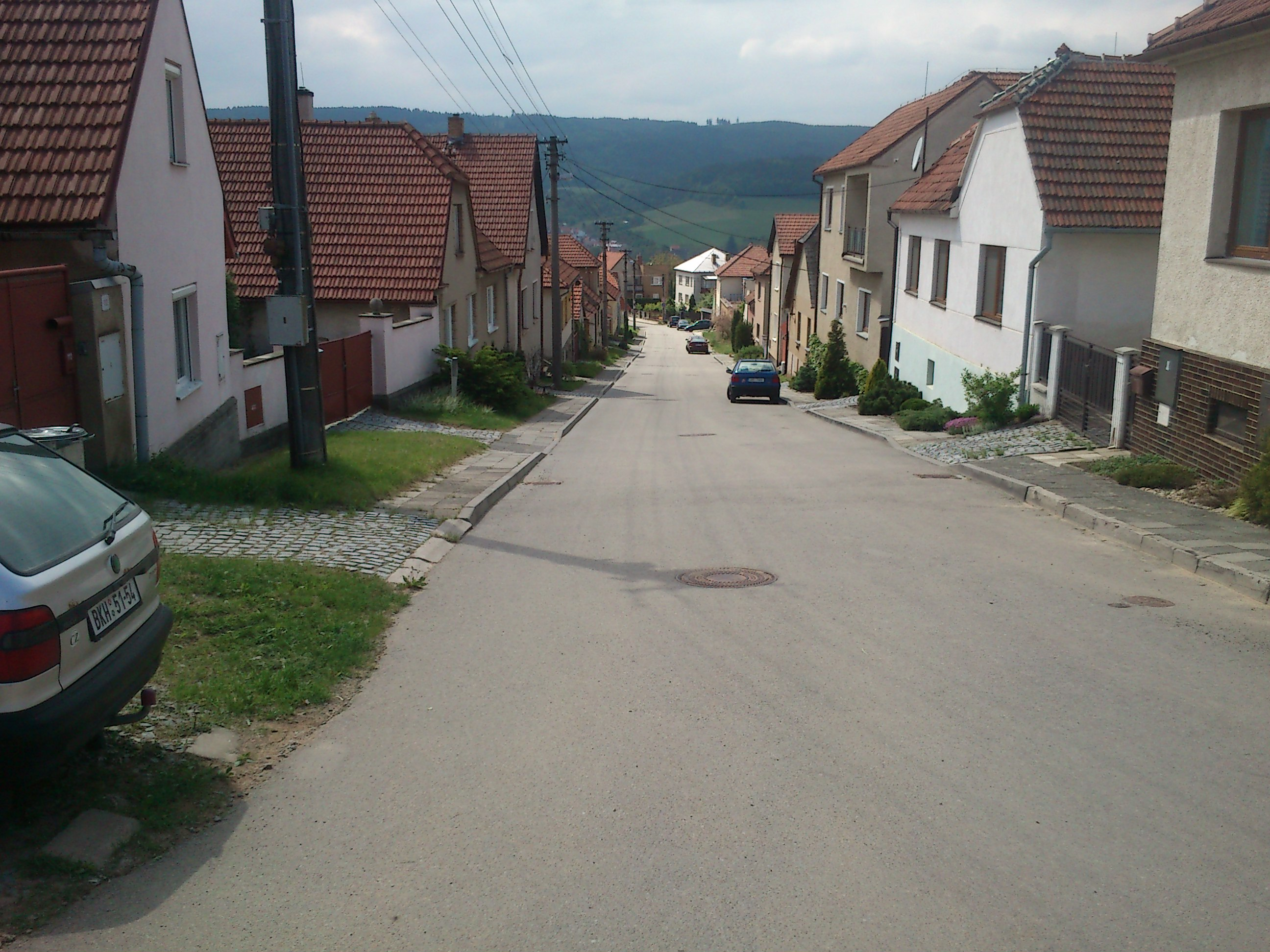
Famélie